# Deniz

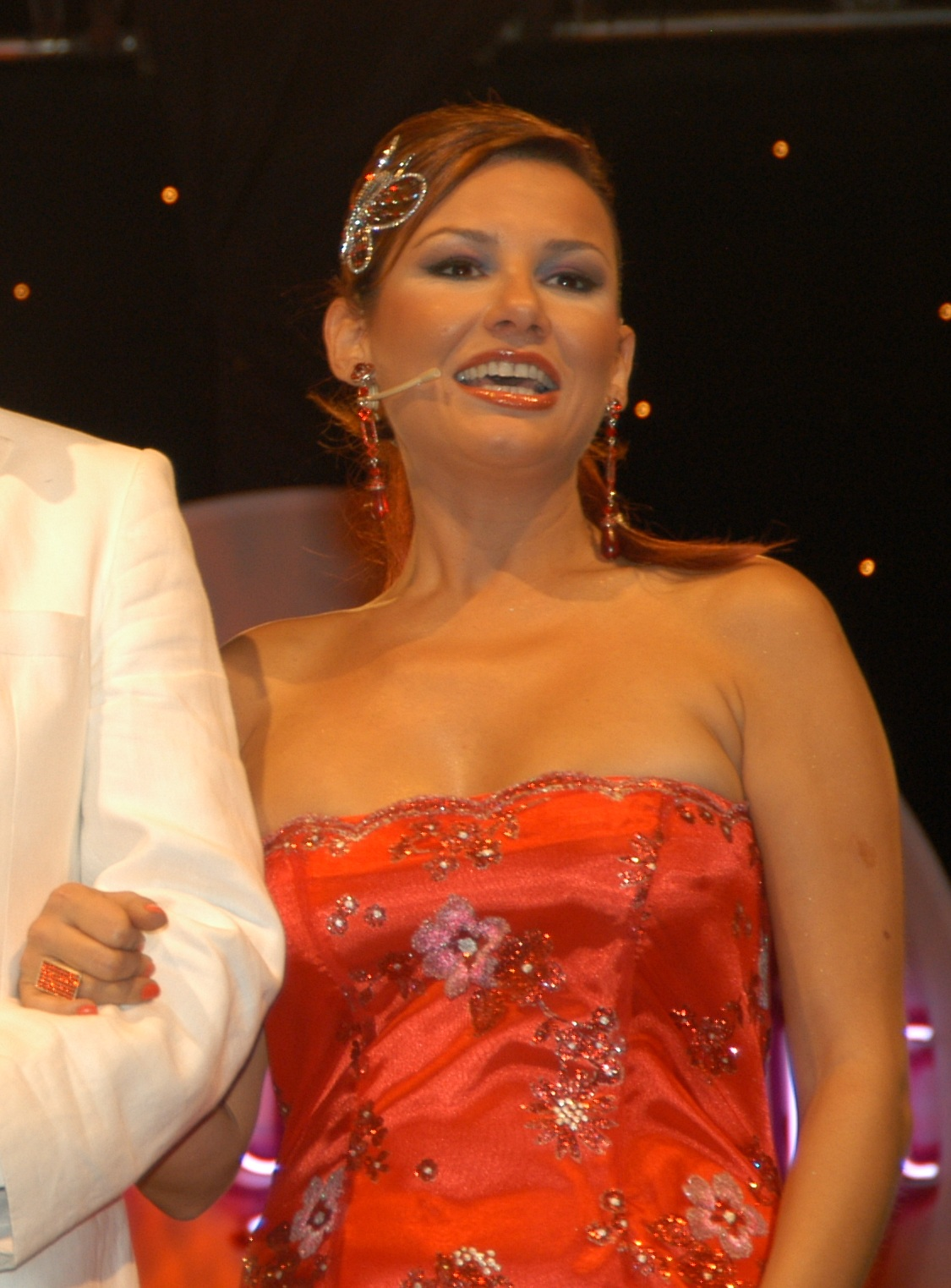
Deniz Seki, 2004.

Deniz är ett turkiskt ord som betyder "hav". Det används även flitigt som namn till både pojkar och flickor i Turkiet.[källa behövs]
Den 31 december 2014 fanns det totalt 253 kvinnor och 638 män folkbokförda i Sverige med namnet Deniz, varav 179 kvinnor och 491 män bar det som tilltalsnamn. Dessutom bar 289 personer Deniz som efternamn.
Namnsdag: saknas

## Personer med förnamnet Deniz
- Deniz Barış, turkisk fotbollsspelare
- Deniz Baykal, partiledare för det turkiska politiska partiet Republikanska folkpartiet (CHP)
- Deniz Seki, turkisk artist
- Deniz Gezmiş, revolutionär socialist

## Personer med efternamnet Deniz
- Fuat Deniz (1967–2007), svensk universitetslektor
- Özcan Deniz (född 1972), turkisk artist, skådespelare och programledare